# 8424 Toshitsumita
8424 Toshitsumita este un asteroid din centura principală de asteroizi.

## Descriere
8424 Toshitsumita este un asteroid din centura principală de asteroizi. A fost descoperit pe 1 februarie 1997 la Ōizumi de Takao Kobayashi. El prezintă o orbită caracterizată de o semiaxă mare de 2,40 ua, o excentricitate de 0,19 și o înclinație de 3,7° în raport cu ecliptica.